# Girne (stad)
Kyrenia (Grieks: Κερύνεια, Kerýneia; Turks: Girne) is een havenstad gelegen aan de noordkust van Cyprus. De stad valt sinds 1974 onder de controle van de zelfverklaarde Turkse Republiek Noord-Cyprus en telt ongeveer 33.207 inwoners.
In 1831 was de bevolking in Kyrenia vrijwel gelijk verdeeld tussen moslims en christenen, met een lichte moslimmeerderheid. Echter, met de komst van de Britse overheersing, zijn veel Turkse Cyprioten gevlucht naar Anatolië, waarna het percentage Grieks-Cyprioten toenam. Tot de Turkse interventie in 1974 was de stad bekend onder de Griekse naam Kyrenia en had ze voornamelijk een Griekstalige bevolking. Tegenwoordig heeft de stad een Turkstalige bevolking.
Kyrenia wordt beschouwd als een toeristisch centrum binnen Noord-Cyprus. Het is de thuisbasis van tal van hotels, een bruisend nachtleven en een drukke haven. De stad kent zowel een oude jachthaven als een commerciële haven. Daarnaast heeft de stad ook twee universiteiten: de Universiteit van Kyrenia en de Amerikaanse Universiteit Girne.

## Geschiedenis

### Middeleeuwen
Met de splitsing van het Romeinse Rijk in een oostelijk en een westelijk rijk, kwam Cyprus in 395 onder de Byzantijnse heerschappij en de Grieks-orthodoxe kerk. De Byzantijnse keizers versterkten het Romeinse kasteel van Kyrenia en bouwden een kerk gewijd aan Sint Joris in de buurt. Toen in 806 Lambousa werd vernietigd door de Arabische aanvallen groeide de stad Kyrenia in aanzien, omdat het kasteel en het garnizoen haar inwoners bescherming en veiligheid bood. Isaac Komnenos van Cyprus, de laatste Byzantijnse gouverneur van het eiland, stuurde in 1191 zijn familie en zijn schatten naar het kasteel voor de veiligheid, toen koning Richard I van Engeland hem de oorlog verklaarde.
In 1489 kwam Cyprus onder de Venetiaanse overheersing. De Venetianen pasten het kasteel aan om het gebruik van buskruit en kanonnen te kunnen weren. Hierbij werden drie van de vier dunne en elegante Frankische torens afgebroken en vervangen door gedrongen ronde torens die beter bestand zouden. De stad gaf zich echter  in 1571 over aan het Ottomaanse leger.

### Ottomaanse Rijk
Onder de Ottomaanse heerschappij was het district Kyrenia aanvankelijk een van de vier, en later, een van de zes administratieve districten van het eiland. Kyrenia bleef de administratieve hoofdstad van de gelijknamige district. De stad groeide in een snel tempo en zo werden huizen gebouwd buiten de stadsmuur. Enkele bewoners van de stad besloten echter te vertrekken naar andere omliggende dorpen, zoals Thermeia, Karakoumi, Kazafani, Bellapais en Karmi.
De stad herleefde weer na de groei van de handel tussen Kyrenia en Anatolië en de Egeïsche eilanden. In 1783 werd de kerk van Chrysopolitissa gerenoveerd. In 1856 werd de Hatt-i Humayun ingevoerd waardoor sociale en politieke hervormingen plaatsvonden en er meer godsdienstvrijheid kwam. Dit leidde tot de renovatie van kerken en andere religieuze gebouwen. De kerk van de Aartsengel Michaël was de eerste die herbouwd werd onder deze regeling. Hierdoor keerden ook veel christelijke bewoners terug naar de stad. De lokale landbouw en handel, met name de export van johannesbrood naar Anatolië, droegen bij aan de welvaart.

### 1960 tot heden
Na de onafhankelijkheid van Cyprus in 1960 kende Kyrenia economische en toeristische bloei, vooral in de jaren 60 en begin jaren 70. De stad had destijds een overwegend Grieks-Cypriotische bevolking. Tijdens de Turkse militaire interventie van 1974 werd Kyrenia ingenomen door Turkse troepen. De oorspronkelijke voornamelijk Grieks-Cypriotische bevolking vluchtte, en sindsdien wordt de stad hoofdzakelijk bewoond door Turkstalige inwoners, waaronder ook afstammelingen van Turkse kolonisten uit Anatolië. Kyrenia ontwikkelde zich tot toeristisch centrum binnen Noord-Cyprus, met hotels, universiteiten en een levendige haven.

## Geografie

### Topografie

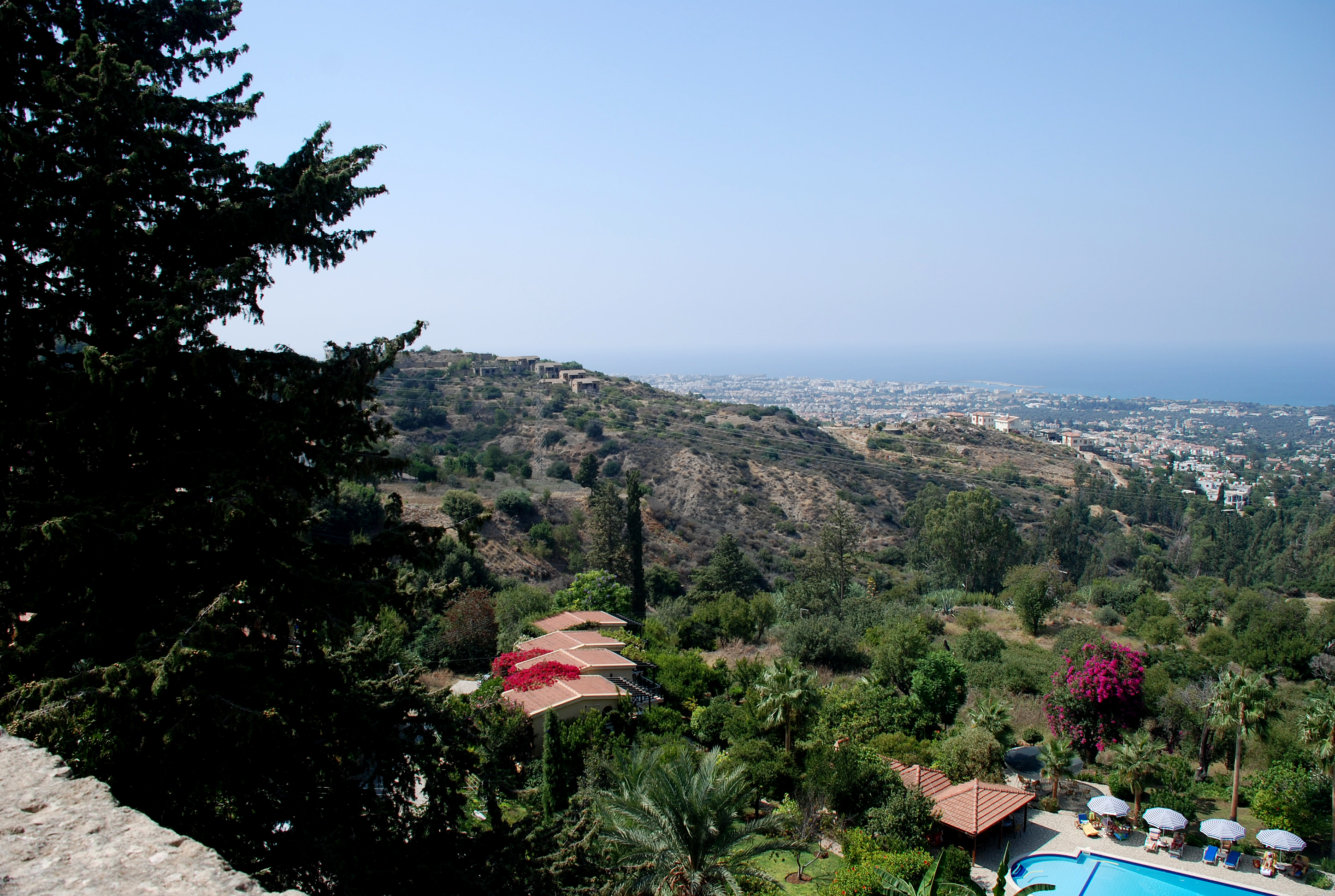
Omgeving van Kyrenia

Kyrenia ligt in het noorden van Cyprus aan de kust van de Middellandse Zee. Het zuiden van de stad wordt omgeven door het Kyreniagebergte. Dit gebergte strekt zich uit vanuit het westen nabij het dorpje Kayalar tot aan het oosten bij het dorpje Yedikonuk.
De bodem van Kyrenia en omgeving is zeer vruchtbaar en wordt dan ook gebruikt voor landbouw. De producten die vooral worden verbouwd in Kyrenia zijn citrusvruchten, olijven en ook johannesbroodpitten.

### Klimaat
Kyrenia heeft een mediterraan klimaat waarbij de zomers lang, droog en heet zijn. De winters zijn koel, voornamelijk bewolkt en soms regenachtig.

## Bezienswaardigheden

### Haven

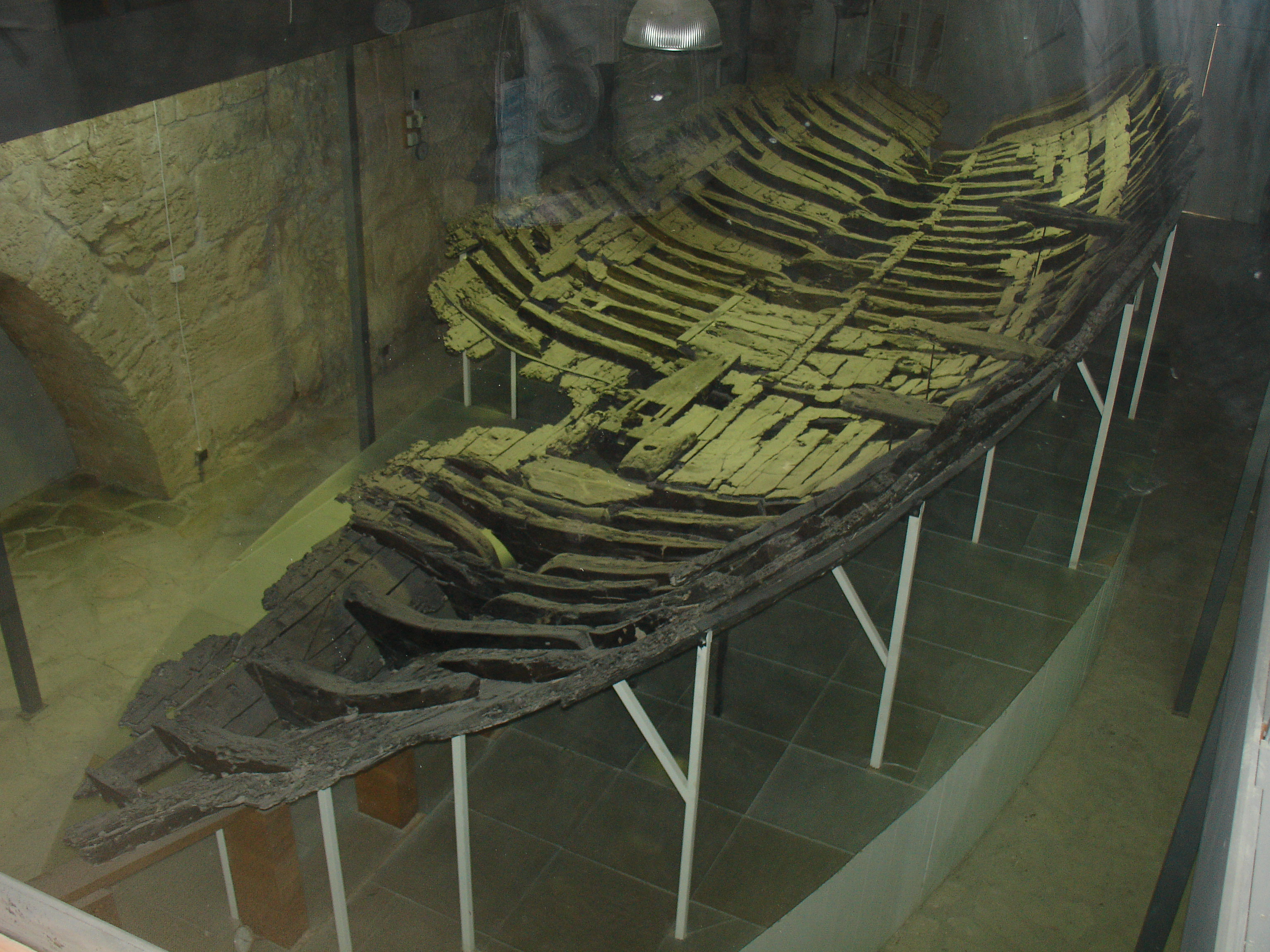
Het schip van Kyrenia in het museum

In de hoogtijdagen, net voor de Britse bezetting van het eiland in 1878, was de haven van Kyrenia een vrijwel rustige haven tussen Cyprus en het vasteland van Turkije. Tarwe, olijven, ezels en geiten behoorden tot de exportproducten. Grotere boten, voornamelijk uit Europa, kwamen rond eind herfst voor de oogst van johannesbrood, het belangrijkste exportproduct van het gebied. Langzaam, maar zeker ontstonden er grotere gebouwen rond de haven en de handel breidde langzaam uit.

### Kasteel Kyrenia
Naast de jachthaven staat een groot kasteel waarvan het oudste gedeelte uit 330 na Chr. stamt. Deze is meerdere malen versterkt en uitgebreid door onder andere de Venetianen. Ook werd het een tijdlang door Kruisvaarders gebruikt.
Buiten de stad zijn nog drie kastelen te vinden, het Kasteel Buffavento, het Kasteel Sint Hilarion en het Kasteel Kantara.

### Schip van Kyrenia
In 1967 werd in de buurt van Kyrenia een schip gevonden uit de vierde eeuw. Het schip werd geborgen en wordt sindsdien tentoongesteld in het kasteel en staat bekend als het Schip van Kyrenia. Het schip wordt afgebeeld op de Cypriotische euromunten van 10, 20 en 50 cent.

## Geboren
- Chrysovalantis Theouli (1989), voetbalscheidsrechter